# Metahemoglobinemia
La metahemoglobinemia es una enfermedad caracterizada por la presencia de un nivel anormalmente alto de metahemoglobina (Met-Hb) en la sangre. La metahemoglobina es una forma de hemoglobina que contiene la forma férrica del hierro [Fe3+]. La afinidad del hierro férrico por el oxígeno está alterada. La unión del oxígeno a la metahemoglobina resulta en una afinidad incrementada en el resto de los sitios hemo que están en estado ferroso dentro de la misma unidad tetramérica de la hemoglobina. Esto genera una reducción en la capacidad de los glóbulos rojos para liberar oxígeno en los tejidos y provoca que la curva de disociación de la oxihemoglobina (forma R) se desplace hacia la izquierda. Cuando la concentración de metahemoglobina en los glóbulos rojos es elevada, puede surgir hipoxia tisular.

## Descripción general
Normalmente, los niveles de metahemoglobina son inferiores al 1%, medido con la prueba de cooximetría. Los niveles elevados de metahemoglobina en la sangre se producen cuando los mecanismos que defienden contra el estrés oxidativo dentro de los glóbulos rojos se desbordan y el ion ferroso (Fe2+) del grupo hemo de la hemoglobina se oxida al estado férrico (Fe3+). Esto convierte la hemoglobina en metahemoglobina que causa una disminución de la capacidad de liberar oxígeno a los tejidos y, por tanto, la hipoxia. Este hecho puede dar un color azulado o marrón en la sangre. La formación espontánea de metahemoglobina se reduce normalmente a través de la donación de electrones de los sistemas enzimáticos de protección como, por ejemplo, la metahemoglobinareductasa NADH (citocromo b5 reductasa) que es la vía principal o, en menor medida, el ácido ascórbico y los sistemas de enzimas glutatión. Las interrupciones de estos sistemas enzimáticos pueden conducir a la enfermedad.

## Tipos

### Metahemoglobinemia congénita

La forma congénita de la metahemoglobinemia tiene un patrón de herencia autosómica recesiva.

Debido a una deficiencia de la enzima diaforasa I (NADH metahemoglobina reducida), los niveles de metahemoglobina aumentan y la sangre de los pacientes con Met-Hb tiene reducida la capacidad de transportar oxígeno. Algunos síntomas son que en vez de ser de color rojo, la sangre arterial de los pacientes con Met-Hb es marrón. Este hecho hace que en los pacientes caucásicos la piel gane un tono azulado. La metahemoglobinemia hereditaria está causada por un gen recesivo; es decir, si solo un progenitor tiene el gen, la descendencia será sana, pero si los dos progenitores son portadores de los genes hay una posibilidad entre cuatro de que la descendencia padezca la enfermedad.
Otras causas de metahemoglobinemia congénita se observan en pacientes con variantes anormales de la hemoglobina como, por ejemplo, la hemoglobina M (HBM) o la hemoglobina H (HBH), que no son susceptibles de reducirse a pesar de tener los sistemas enzimáticos normales. La metahemoglobinemia también puede presentarse en pacientes con deficiencia de piruvato quinasa debido a una alteración en la producción de NADH (el cofactor esencial para la diaforasa I). Del mismo modo los pacientes con deficiencia de glucosa 6-fosfato deshidrogenasa (G6PD) pueden tener alterada la producción de otro cofactor, el NADPH.

### Metahemoglobinemia adquirida
La metahemoglobinemia también puede ser adquirida. Los sistemas enzimáticos de protección, normalmente presentes en los glóbulos rojos, mantienen los niveles de metahemoglobina a menos del 1% del total de la hemoglobina en personas sanas. La exposición a drogas exógenas oxidantes y sus metabolitos (como la benzocaína, la dapsona, y los nitratos) pueden acelerar la velocidad de formación de la metahemoglobina hasta mil veces, superando el sistema protector de enzimas y aumentando los niveles de metahemoglobina.
Otras sustancias que pueden provocar metahemoglobinemia son algunos antibióticos (trimetoprim, sulfamidas y dapsona), algún tipo de anestésico local (especialmente articaína y prilocaína), y otros como tintes de anilina, metoclopramida, clorados y bromados. La ingestión de componentes que contengan nitratos (como por ejemplo nitrato de bismuto para patina química) también pueden causar metahemoglobinemia.
Una sobredosis de nitroglicerina, usada para cardiopatías, puede provocar metahemoglobinemia.[cita requerida]

#### Metahemoglobinemia en niños
Los niños menores de 6-12 meses son particularmente susceptibles a la metahemoglobinemia causada por diferentes causas: la ingestión de nitratos en el agua potable (el llamado síndrome del bebé azul), la deshidratación por gastroenteritis con diarrea, la septicemia y los anestésicos que contienen benzocaína o prilocaína. Los nitratos utilizados en fertilizantes agrícolas pueden penetrar en la tierra y contaminar los acuíferos. El nivel estándar marcado por la EPA (US Enviromental Protection Agency) es de 10 ppm nitrato-nitrógeno en el agua potable y está específicamente diseñado para proteger a los niños. La benzocaína aplicada a las encías o en la garganta (utilizada comúnmente en la pasta de dientes de los bebés) puede causar metahemoglobinemia.
En algunos países europeos se ha advertido del riesgo de metahemoglobinemia causada por la ingesta de ciertas verduras que contienen elevadas cantidades de nitratos. Tras la evaluación de los riesgos y en función de los hábitos de inclusión de ciertas verduras en la dieta habitual de los lactantes a partir de los 6 meses de edad, se han hecho las siguientes recomendaciones:
- En general, el riesgo se estima bajo dado que las verduras implicadas (espinacas, lechuga, acelgas, borraja) no son utilizadas con regularidad y en cantidades importantes en la dieta diaria del lactante pequeño.
- Debe evitarse la espinaca, la acelga y la borraja en la alimentación del lactante antes del año de edad. Debe, también, limitarse estas verduras a un máximo de una ración diaria en los niños de 1 a 3 años de edad.
- Deben evitarse estas verduras en los niños con gastroenteritis aguda.
- Las verduras cocinadas (enteras o en puré) deben consumirse inmediatamente o conservarse refrigeradas si se van a consumir en el día; si el consumo se prevé para más tiempo deben congelarse. Las verduras cocinadas nunca deben mantenerse a temperatura ambiente.

## Sintomatología
Los signos y los síntomas de la metahemoglobinemia (metahemoglobina> 1%) incluyen dificultades para respirar, cianosis, alteraciones del estado mental, dolor de cabeza, fatiga, dificultad para hacer ejercicio, mareos y pérdidas del conocimiento. La sangre arterial con niveles de metahemoglobina elevados tiene un característico color marrón chocolate comparado con el color rojo brillante que tiene la sangre arterial normal.
Los pacientes con metahemoglobinemia grave (metahemoglobina> 50%) sufren arritmias, convulsiones, coma y la muerte (> 70%). La población sana no debería tener muchos síntomas con niveles de metahemoglobina <15%, sin embargo, pacientes con otras enfermedades como anemia, enfermedades cardiovasculares, enfermedades pulmonares, septicemia, o la presencia de otras especies de hemoglobina anormales (por ejemplo, carboxihemoglobia, sulfahemoglobina o hemoglobina falciforme) podrían experimentar síntomas desde moderados hasta graves a niveles mucho más bajos (tan bajos como 5-8%).

## Tratamiento
La metahemoglobinemia puede ser tratada con suplementos de oxígeno y azul de metileno en solución al 1% (10 mg/ml) que se administra de 1 a 2 mg/kg por vía intravenosa. El azul de metileno restaura el hierro de la hemoglobina a su estado transportador de oxígeno normal (reducido).
Esto se consigue proporcionando un receptor artificial de electrones (como azul de metileno o flavina) por la NADPH metahemoglobina reductasa. Los glóbulos rojos normalmente no tienen ningún receptor de electrones y la presencia del azul de metileno permite a la enzima funcionar a un nivel cinco veces superior al normal. El NADPH es generado a través de la vía de derivación de la hexosa monofosfato.
La diaforasa II normalmente sólo afecta en un pequeño porcentaje reduciendo la capacidad de los glóbulos rojos, pero farmacológicamente puede ser activada por cofactores exógenos, como el azul de metileno, aumentando en cinco veces el nivel normal de actividad. El bajo nivel crónico de metahemoglobina, inducido genéticamente, puede ser tratado con la administración diaria por vía oral de azul de metileno. También la vitamina C puede reducir la cianosis asociada con la metahemoglobinemia crónica, pero no tiene ningún papel en el tratamiento de la metahemoglobinemia aguda adquirida.

## Portadores de metahemoglobina
La familia Fugates, que vivió en las colinas de Kentucky, son un ejemplo famoso de esta enfermedad genética hereditaria. Se les conoce como los "Blue Fugates". Martin Fugate se estableció cerca de Hazard, Kentucky, alrededor del año 1800. Su mujer era portadora del gen recesivo de la metahemoglobinemia ya que era de un clan cercano con los que los Fugates se casaron. Como consecuencia, muchos descendientes de los Fugates nacieron con metahemoglobinemia.
Los "Hombres azules de Lurgan" eran un par de hombres de Lurgan que sufrían lo que se describió como una "metahemoglobinemia idiopática familiar", y fueron tratados por el Dr. James Deenny en 1942. El Dr. Deenny, que más tarde se convertiría en el director Médico de la República de Irlanda, prescribió a uno un tratamiento de ácido ascórbico y al otro de bicarbonato de sodio. En el primer caso, al octavo día del tratamiento se produjo un cambio marcado en la apariencia y el duodécimo día de tratamiento la complexión del paciente era normal. En el segundo caso, la complexión llegó a la normalidad en un período de un mes de tratamiento.